# Roquestéron-Grasse

Roquestéron-Grasse este o comună în departamentul Alpes-Maritimes din sud-estul Franței. În 1 ianuarie 2022 avea o populație de 66 de locuitori.